# Gameloft
Gameloft es una empresa internacional francesa dedicada al desarrollo y venta de videojuegos para PC, consolas y teléfonos. Tiene su sede central en Francia, con oficinas alrededor de todo el mundo. 
Gameloft contaba en plantilla con 4.000 empleados a finales de 2007, un 50%, más que en el final del 2006 y tuvo unos beneficios de 92 millones de dólares en 2006 y 140 millones en 2007.[cita requerida] La empresa desarrolla videojuegos para teléfonos móviles y también para videoconsolas portátiles como Nintendo DS, PlayStation Portable, iOS, PlayStation 3, Symbian, Android y Windows Phone.
A partir del 29 de junio de 2016, Vivendi posee el control total de Gameloft.

## Historia

### Estrategia de desarrollo de juego
Gameloft fue fundada por Michel Guillemot, uno de los cinco fundadores de Ubisoft, el 14 de diciembre de 1999. Para febrero de 2009, Gameloft había enviado más de 200 millones de copias de sus juegos desde su salida a bolsa, así como 2 millones de descargas diarias de sus juegos a través de App Store para iOS. El director financiero de Gameloft, Alexandre de Rochefort, señaló que los juegos de la compañía generaron aproximadamente 400 veces más ingresos en iOS que en Android, en parte porque Google no desarrolló su escaparate Google Play para "atraer a los clientes a que realmente compren productos", como resultado de lo cual Gameloft redujo en gran medida sus inversiones en el desarrollo de juegos de Android en noviembre de 2009. En julio de 2010, Gameloft intentó vender juegos de Android directamente a través de su sitio web, evitando el uso de Google Play.
En una conferencia magistral de mayo de 2011, de Rochefort declaró que quería evitar trasladar a la compañía a la bolsa de valores NASDAQ, ya que el mercado de juegos de EE. UU. parecía no ser más que una gran burbuja económica, especialmente al ver el valor actual de las acciones de Zynga es US$10 billones.
Los juegos de Gameloft a menudo han sido acusados de ser clones de otras propiedades; cuando se le preguntó al respecto en noviembre de 2011 Consumer Electronics Show, el CEO Michel Guillemot dijo: "La industria de los videojuegos siempre ha tocado con un número limitado de temas. Quizás haya una idea nueva al año". En respuesta a muchos usuarios comentando sobre los comentarios de Guillemot, Levi Buchanan de IGN defendió Gameloft, afirmando que sus juegos generalmente estaban bien pulidos, en contra de los juegos de los conceptos originales.
Para julio de 2014, Gameloft anunció que se centraría más en la calidad que en la cantidad, como se dijo anteriormente.
En abril de 2013, la compañía texana Lodsys presentó una demanda contra Gameloft, entre otros desarrolladores de juegos móviles, por infringir su patente en compras en la aplicación. Demandas similares fueron intervenidas previamente por Apple Inc., quien afirma haber licenciado la tecnología de Lodsys para su uso en su App Store.
En febrero de 2012 y febrero de 2016, Gameloft firmó contratos de publicación con GREE, Inc. y GungHo Online Entertainment, respectivamente, para facilitar su presencia en el mercado asiático.

### Subsidiaria de Vivendi
En octubre de 2015, el conglomerado de medios francés Vivendi anunció que había adquirido una participación del 6,2% en las acciones de Gameloft, que se elevó rápidamente al 10,2% unos días después. Para febrero de 2016, Vivendi había adquirido el 30% de la compañía y lanzó una oferta de adquisición hostil. De conformidad con la ley francesa, Vivendi inició una oferta pública de compra para adquirir más acciones.
Tras el anuncio, el consejo de administración de Gameloft aconsejó encarecidamente a los accionistas que no vendieran acciones a Vivendi para evitar la adquisición hostil. Para mayo de 2016, Vivendi se había ganado a la mayoría de los accionistas, lo que les permitió avanzar en la adquisición.
La adquisición se completó el 1 de junio de 2016, con Vivendi adquiriendo el 56%, una mayoría absoluta sobre la propiedad de Gameloft. Los empleados de Gameloft recibieron una carta abierta dándoles la bienvenida a la familia de la nueva empresa matriz.
Los analistas creían que la adquisición era solo el primer paso para comprar también Ubisoft, otra empresa de videojuegos fundada por Guillemot y sus hermanos, aunque Vivendi solo tenía una minoría del 17.7% en esa compañía en ese momento. En respuesta a las acciones de Vivendi, Guillemot anunció que renunciaría a su compañía y se uniría a su hermano Yves Guillemot en Ubisoft para evitar que también se haga cargo. Guillemot luego aclaró que su renuncia entraría en vigor el 29 de junio.
El 8 de junio, los hermanos Guillemot anunciaron que lamentablemente vendían su propiedad en Gameloft a Vivendi. La transacción otorgó a Vivendi otro 21.7% en el capital de Gameloft. Después de que Guillemot partió de Gameloft el 29 de junio, Vivendi estableció una nueva junta directiva para la compañía, con el actual director de operaciones de Vivendi, Stéphane Roussel, nombrado presidente y director ejecutivo de Gameloft, y el anterior director financiero de Gameloft, de Rochefort, además hacerse cargo de la gestión de las 39 filiales de la compañía. En ese momento, Vivendi poseía el 95.94% de Gameloft capital social.

## Videojuegos
Esta es una lista parcial de algunos juegos de Gameloft.
- Little Big City
- Little Big City 2
- 1 vs. 100
- 9mm
- 1000 Words
- A Good Day to Die Hard
- Abracadraball
- Air Strike 1944
- Alien Qurantine
- American Gangster
- American Popstar: Road to Celebrity
- Assassin's Creed
- Assassin's Creed II
- Assassin's Creed: Brotherhood
- Assassin's Creed: Altaïr's Chronicles
- Assassin's Creed: Revelations
- Assassin's Creed III
- Asterix y Obelix visitan a Cleopatra
- Asphalt Urban GT
- Asphalt: Urban GT 2
- Asphalt 3: Street Rules
- Asphalt 4: Elite Racing
- Asphalt 5
- Asphalt 6: Adrenaline
- Asphalt 3D
- Asphalt: Injection
- Asphalt 7: Heat
- Asphalt 8: Airborne
- Asphalt Overdrive
- Asphalt Nitro
- Asphalt Xtreme
- Asphalt Street Storm
- Asphalt 9: Legends
- Battle for the White House
- Battle Odyssey
- Beowulf: The Mobile Game
- Blitz Brigade: ¡FPS Online!
- Block Breaker Deluxe
- Block Breaker Deluxe 2
- Block Breaker 3 Unlimited
- Brain Challenge
- Brain Challenge 2
- Brain Challenge 3
- Brain Challenge 4
- Brothers in Arms
- Brothers in Arms: Art of War
- Brothers in Arms DS
- Brothers in Arms: Earned in Blood
- Brothers in Arms: Earned in Blood 3D
- Bubble Bash
- Bubble Bash 2
- Bubble Bash 3
- Catz
- Cannon Rats
- Castle of Magic
- Chess and Backgammon Classics
- Chessmaster
- Chuck Norris Bring on the Pain
- Countdown (UK)
- Common Sense
- Cowboys and Aliens
- Crazy Campus
- CSI: Miami
- CSI: Miami: Episode 2
- CSI: The Mobile Game
- CSI: Slots
- Danger Dash
- Date or Ditch
- Date or Ditch 2
- Dead Rivals
- Deal Or No Deal
- Derek Jeter Pro Baseball 2006
- Derek Jeter Pro Baseball 2007
- Derek Jeter Pro Baseball 2008
- Desperate Housewives
- Despicable Me: Minion Rush
- Detective Ridley and the Mysterious Enigma
- Diamond Quest
- Diamond Twister
- Diamond Twister 2
- Die Hard 4.0
- "Disney Dreamlight Valley"
- Disney Getaway Blast
- Disney Magic Kingdoms"
- "Disney Speedstorm"
- Dogz
- Dungeon Hunter
- Dungeon Hunter: Alliance
- Dungeon Hunter II
- Dungeon Hunter III
- Dungeon Hunter IV
- DJ Mix Tour
- Dragon Mania Legends
- Driver: L.A. Undercover
- Driver: San Francisco
- Pastry Paradise
- Epic
- Far Cry 2
- Fashion Icon
- Fast Five the Movie: Official Game
- Fast & Furious 6
- Ferrari GT: Evolution
- Ferrari GT 2: Revolution
- Ferrari GT 3: World Track
- Ferrari World Championship
- Ferrari World Championship 2009
- Gangstar: Crime City
- Gangstar 2: Kings of L.A
- Gangstar: Miami Vindication
- Gangstar Rio: City of Saints
- Gangstar New Orleans
- Gangstar Vegas
- Gangstar City
- Golden Balls
- Grey's Anatomy The Mobile Game
- G.R.A.W 2
- Green Farm
- Green Farm 2
- Green Farm 3
- Guitar Legend
- Guitar Rock Tour
- GT Racing: Motor Academy
- GT Racing 2: The Real Car Experience
- Harry Potter y las Reliquias de la Muerte: Parte 2
- Hero of Sparta
- Humor Amarillo
- Heroes
- Ibizia Beach Party
- Ice Age Adventures
- Ice Age Avalanche
- Ice Age: Continental Drift
- Ice Age: Scrat-ventures
- Ice Age Village
- Immortals
- Immortal Odyssey
- Iron Man 2
- Iron Man 3
- Jewel Jam
- Jewel Jam - Paris Hilton Version
- Jimmy White: Snooker Legend (UK)
- Kevin Peterson Pro. Cricket
- Kingdoms & Lords
- KO Legends
- Las Vegas Nights
- Las Aventuras de Tintín el Secreto del Unicornio
- Las Crónicas de Narnia la travesía del viajero del alba
- Let´s go Bowling
- Let´s Golf
- Let´s Golf 2
- Lets Golf 3d
- Lost
- Lost Planet 2
- Lumines Mobile
- March of Heroes
- Massive Snowboarding
- Megacity Empire
- Megacity Empire: New York
- Men in Black 3
- Miami Nights: Single in the City
- Miami Nights 2: The city is yours
- Miami Nights: Fama, Belleza y Dinero
- Midnight Darts
- Midnight Bowling
- Midnight Bowling 2
- Midnight Bowling 3D
- Midnight Bowling 3
- Midnight Hold'em Poker
- Midnight Pool
- Midnight Pool 2
- Midnight Pool 3
- Might & Magic
- Might & Magic II
- Million Dollar Poker feat. Gus Hansen
- Minigolf Revolution: Pirate Park
- Mission: Impossible III
- Modern Combat: Sandstorm
- Modern Combat 2: Black Pegasus
- Modern Combat 3: Fallen Nation
- Modern Combat 4: Zero Hour'
- Modern Combat 5: Blackout
- Modern Combat Versus
- Monsters University
- Motocross Trial Extreme
- My life in New York
- My Little Pony
- NBA Pro Basketball 2009
- NBA Pro Basketball 2010
- New York Nights 2: Friends for Life
- New York Nights: Success in the City
- Nightmare Creatures
- Ninja Prophecy
- NitroStreet Racing
- NitroStreet Racing 2
- N.O.V.A. Near Orbit Vanguard Alliance
- N.O.V.A. 2: The Hero Raises Again
- N.O.V.A. 3
- N.O.V.A. Legacy
- Open Season
- Order & Chaos Online Mendels Rising
- Oregon Trail American Settler
- Paris Hilton's Jewel Jam
- Paris Nights
- Petz
- Platinum Solitaire
- Platinum Solitaire 2
- Platinum Solitaire 3
- Platinum Sudoku
- Pirates of the Seven Seas
- Pop Superstars
- Prince of Persia
- Prince of Persia the forgotten sands
- Prince of Persia: Las arenas del Tiempo
- Prince of Persia: The Two Thrones
- Prince of Persia: Warrior Within
- Pro Moto Racing
- Pro Golf 2010 World Tour
- Rayman 3: Hoodlum Havoc
- Rayman Golf
- Rayman Kart
- Rayman Raving Rabbids
- Rayman Raving Rabbids TV
- Real Football 2006
- Real Football 2007
- Real Football 2008
- Real Football 2009
- Real Football 2010
- Real Football 2011
- Real Football 2012
- Real Football 2013
- Real Rugby
- Rival Knight
- Roland Garros 2008
- Roland Garros 2009
- Shadow Guardian
- Sacred Odyssey: Rise of Ayden
- Sexy Blocks: Cancun Vibes
- Sexy Poker Top Models
- Sexy Poker 2006
- Sexy Vegas Pixel
- Sid Meier´s Civilitation V: Mobile Game
- Six Guns
- Shark Dash
- Shrek Forever After
- Shrek Party
- Shrek the Third
- Sonic Advance
- Sonic Unleashed
- Soul of Darkness
- Speed Devils
- Spider-Man: Toxic City
- Spider-Man: Ultimate Power
- Spider-Man Unlimited
- Spring Break
- Siberian Strike
- Siberian Strike Episode II
- Six Guns
- Street Fighter Alpha: Warriors Dreams
- Super Puzzle Fighter II Turbo
- Surf's Up
- Tank Battles
- Terminator Salvation
- Texas Hols´Em Poker
- Texas Hols´Em Poker 2
- Texas Hols´Em Poker 3
- The Amazing Spider-Man
- The Avengers: The Mobile Game
- The Dark Knight Rises: The Mobile Game
- The O.C.
- Thor: The Dark World
- Tom Clancy's Ghost Recon: Jungle Storm (U.S.)
- Tom Clancy's Rainbow Six 3
- Tom Clancy's Rainbow Six: Vegas
- Tom Clancy's Splinter Cell
- Tom Clancy's Splinter Cell: Chaos Theory
- Tom Clancy's Splinter Cell: Conviction
- Tom Clancy's Splinter Cell: Double Agent
- Tom Clancy's Splinter Cell: Pandora Tomorrow
- Total Conquest
- Ultimate Spider-Man: Total Mayhem
- Urban Crime
- Vampire Romance
- War Planet Online
- War Of The Worlds
- Wild West Guns
- Wimbledon 2008
- Wonder Zoo
- Word Creater
- World At Arms
- XIII
- XIII 2
- Xtreme Dirt Bike
- Zombie Infection
- Zombie Infection 2
- Zombiewood

## Críticas y polémica
Gameloft es conocida por ser acusada de plagio en la industria de los videojuegos. Varios de sus títulos presentan similitudes con juegos de otros desarrolladores, tales como:
- Modern Combat - Similar a la saga Call of Duty.
- N.O.V.A. - Similar a Halo.
- Gangstar - Similar a la franquicia de Grand Theft Auto.

El entonces CEO de Gameloft, Michel Guillemot, respondió a estas críticas en una entrevista con IGN diciendo "[Nuestros juegos] son para personas que no son 'hardcore', pero que quieren una experiencia inmersiva. [...] La industria de los videojuegos siempre ha jugado con un número limitado de temas. Quizás hay una nueva idea al año".

A pesar de estas acusaciones, muchos de estos juegos y sus secuelas han sido muy populares.